# WTP
WTP (ang. willingness to pay) – metoda gotowości do płacenia. Jest to sposób wyceny wartości z założenia trudnych do zmierzenia.

## Cel metody
W teoriach ekonomicznych, socjologicznych i związanych z szeroko pojętym zarządzaniem zachodzi potrzeba przypisania pewnych wartości pieniężnych takim pojęciom jak zdrowie, piękno otoczenia, czyste powietrze, hałas itp. Są to wartości, którym na co dzień nie przypisuje się żadnych kwot.

## Istota metody
Metoda WTP polega na uzyskaniu od potencjalnych lub aktualnych użytkowników odpowiedzi na pytanie, ile byliby gotowi zapłacić za określone dobro lub dany poziom usług dostarczanych przez środowisko. Oczywiście chodzi tu o dobro lub poziom usługi utracony w związku z negatywnym oddziaływaniem na środowisko analizowanego produktu. Istotne jest tutaj pytanie o kwotę, jaką użytkownik jest gotowy zapłacić za dostarczenie mu danego dobra, nie zaś za jego utratę. Czyli na przykład w przypadku wyceny parku interesować nas będzie, ile konsument jest gotowy zapłacić za spacer po parku, nie zaś jaka kwota usatysfakcjonowałaby go, gdyby istniejący obok jego domu park został zlikwidowany. Ta druga metoda jest to tzw. metoda WTA – Willingness to Accept.

## Zastosowanie
Metoda ta znajduje zastosowanie przede wszystkim w zagadnieniach związanych z medycyną i ekologią. Używa się jej także w rozwijającej się gałęzi genetyki. Znajduje również zastosowanie przy pomiarach zainteresowania gospodarstw domowych nowymi rodzajami energii.

## Zalety metody
Metoda ta w jasny i klarowny sposób systematyzuje i porządkuje dotychczas rozmyte pojęcia i czynniki trudne do wyceny. Są im przypisane konkretne liczby (wartości pieniężne), konieczne do uwzględnienia w modelu zarządczym bądź ekonomicznym. Przypisanie danemu czynnikowi wartości pieniężnej ułatwia porównywanie różnorodnych czynników między sobą.

## Wady metody
Bywa, że pytani konsumenci nie są w stanie w rozsądny i logiczny sposób przypisać wartości dla danego czynnika. Przypisywanie konkretnych wartości pieniężnych ma także sens tylko w przypadku dobrze działających mechanizmów rynkowych. Prócz tego, jeśli działanie ma charakter nieodwracalny, to czasem nie możemy w pełni przewidzieć jego skutków, a co za tym idzie przypisać danemu czynnikowi wartości pieniężnej. Również wycena wartości takich jak piękno, czy innych związanych z estetyką bądź gustami, jest różna w zależności od jednostki. Pojawia się również problem etyczny, czy wartość nadana przez pojedynczego człowieka jest w stanie uwzględnić prawa innych istot żyjących na Ziemi oraz kwestię dziedzictwa pozostawianego przyszłym pokoleniom.